# Sociedad de Hidrocarburos de Euskadi
Sociedad Hidrocarburos de Euskadi, S.A, también conocida por sus siglas SHESA, es una empresa española orientada a la exploración y producción de hidrocarburos, fundada en 1983.  Es 100% propiedad del Ente Vasco de la Energía.  Junto con su propietaria, participó en el descubrimiento de algunos de los mayores yacimientos de petróleo y de gas natural de España, incluyendo los hallazgos de Viura (2009-2010, 2013), Armentia (1997), Gaviota, Ayoluengo, y Albatros.
El yacimiento de Viura que descubrió SHESA junto con Unión Fenosa y Oil Gas Skills (OGS) contiene al menos 3,000 millones de metros cúbicos de gas, y posiblemente más.  En 2022 operaba un pozo del yacimiento de Viura, ubicado en Sotés, en sociedad con Unión Fenosa y con OGS.
En 2011 Patxi López anunció que el yacimiento de Vitoria (Subijana) de SHESA contaría con hasta 185,000 millones de metros cúbicos, suficiente para abastecer al País Vasco por sesenta años o a España por cinco.  Del yacimiento de Subijana, el gas podría extraerse por €1 el megavatio de gas (según Bahía de Bizkaia Gas), y el cual por sí mismo podría satisfacer la demanda de gas natural del País Vasco por 40 años; empero, SHESA no planea explotar el yacimiento.
Ante la prohibición nacional de minar dichos recursos en España, en 2020 optó SHESA por dedicarse a la comercialización de hidrocarburos importados.
EH Bildu en 2020 anunció sobre SHESA que «en el ámbito privado esta empresa estaría en quiebra», y que había arribado «el momento de cerrarla».